# Galeruca reichei
Galeruca reichei là một loài bọ cánh cứng trong họ Chrysomelidae. Loài này được Joannis miêu tả khoa học năm 1865.